# Vitry-le-François
Vitry-le-François là một xã trong tỉnh Marne, thuộc vùng Grand Est của nước Pháp, có dân số là 16.737 người (thời điểm 1999).

## Thông tin nhân khẩu
| 1962  | 1968  | 1975  | 1982  | 1990  | 1999  |
| ----- | ----- | ----- | ----- | ----- | ----- |
| 14795 | 16879 | 19372 | 18261 | 17033 | 16737 |

## Thành phố kết nghĩa
- Tauberbischofsheim, Đức

## Những người con của thành phố
- Abraham de Moivre, nhà toán học